# Atacuri mortale ale unor rechini la Sharm el-Sheikh din 2010

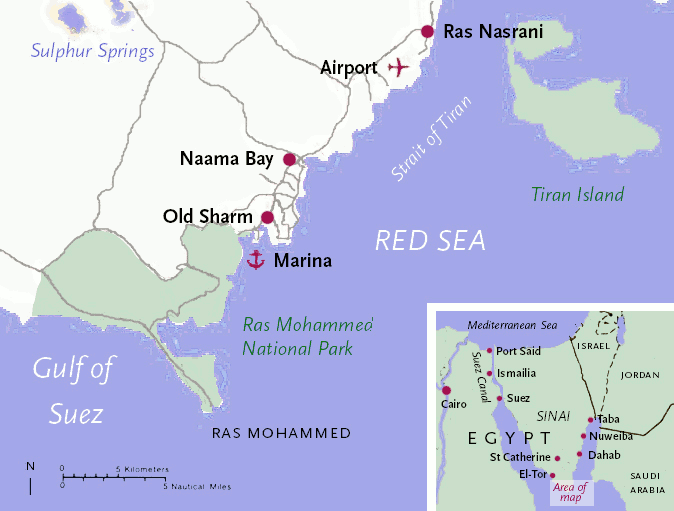
Harta zonei

În decembrie 2010 la Sharm el-Sheikh (Egipt) au avut loc o serie de atacuri ale unor rechini oceanici. Pe 1 decembrie 2010, trei ruși și un ucrainean au fost grav răniți în câteva minute, iar pe 5 decembrie 2010, o femeie de naționalitate germană a fost ucisă. Atacurile au fost descrise ca fiind fără precedent de către experți și au fost comparate cu scenariul macabru din filmul și romanul Fălci.

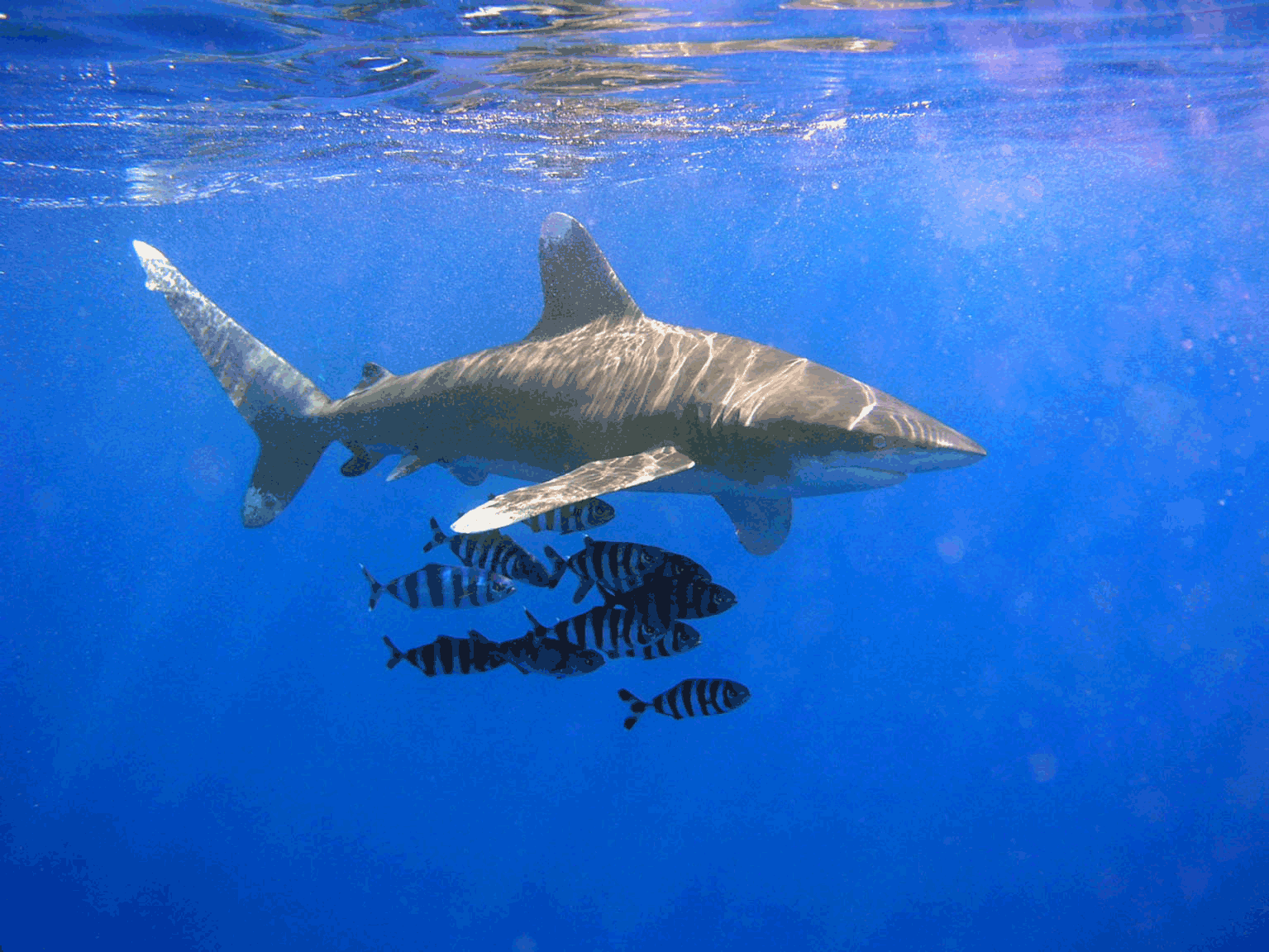
Rechinul oceanic de tip alb Carcharhinus longimanus în Marea Roșie.

## Teoria conspirației
O teorie a conspirației care a circulat în Egipt spune că atacurile mortale ale unor rechini de la Sharm el-Sheikh din acest an au fost orchestrate de agenția de spionaj israeliană Mossad. Sharm el-Sheikh este o destinație preferată a multor turiștilor de lângă Marea Roșie. Aceasta nu este prima teorie a conspirației despre Israel care circulă în Egipt. De exemplu, Israel a fost acuzat pe nedrept de infectarea copiilor palestinieni cu virusul SIDA și de doborârea cursei aeriene EgyptAir 990. Fostul prim-ministru al Spaniei, José María Aznar a spus: Este ușor să dai vina pe Israel pentru toate relele din Orientul Mijlociu.
După atacul sângeros și înspăimântător în care a fost ucis un turist german, autoritățile egiptene au încercat să găsească pe cei responsabili, în încercarea disperată de a salva industria turistică a Egiptului , fiind vorba de foarte multe milioane de dolari americani în joc.  

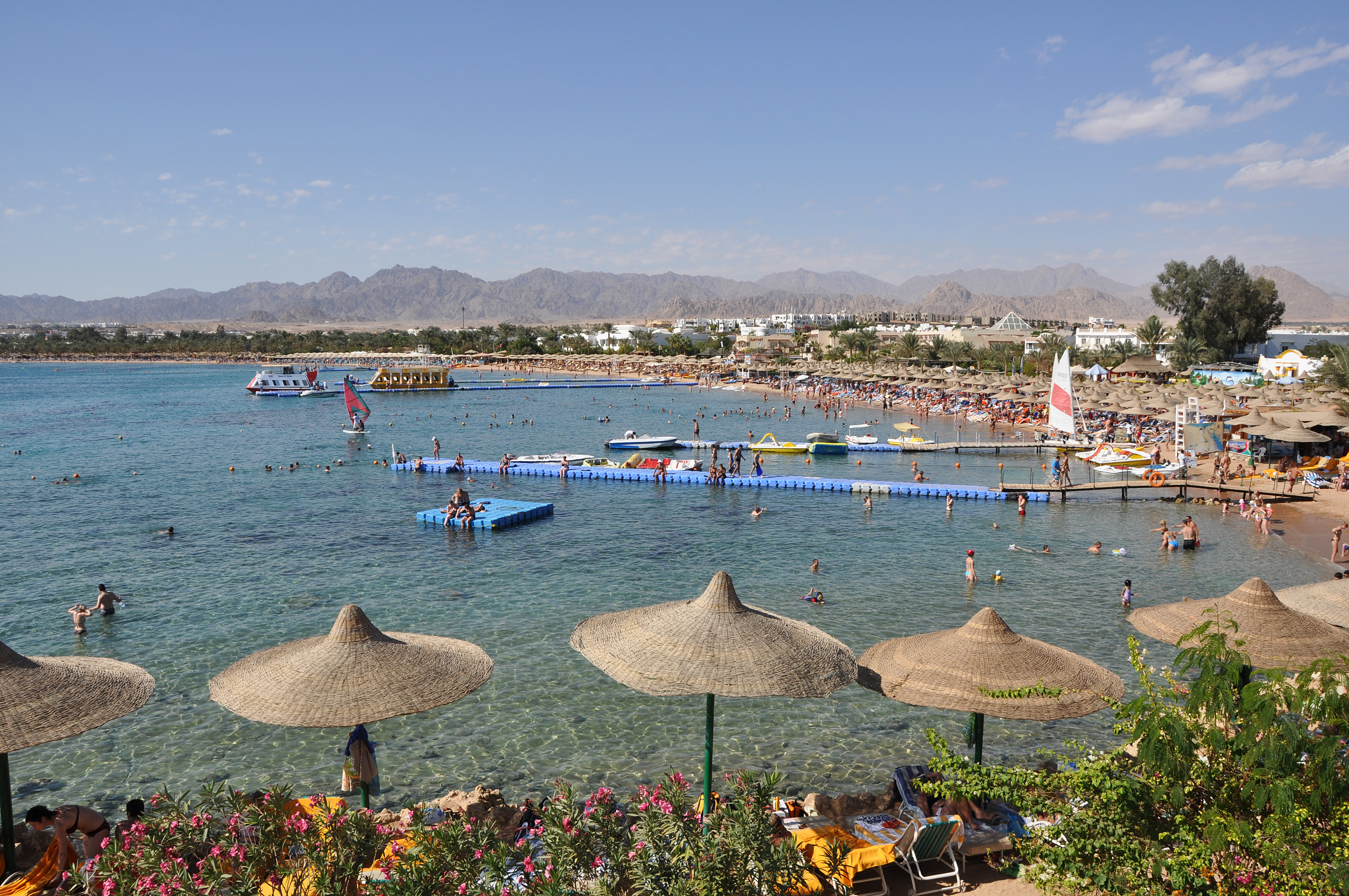
Sharm el-Sheikh (Egipt): panorama plajei Naama

Teoria conspirației a început cu interviul luat unui om, care a fost prezentat ca fiind un oarecare Căpitan Mustafa Ismail, un scafandru celebru în Sharm El Sheikh. Interviul a fost realizat pentru emisiunea de televiziune Egypt Today. În acest interviu Ismail a declarat că nu există rechini oceanici de tip alb în Marea Roșie , mai ales pe țărmurile Egiptului. Când a fost întrebat cum rechinii au ajuns totuși acolo, el a răspuns: nu, cine îi lasă să intre.... Apoi, Ismail a descris conversația sa la telefon cu un scafandru israelian, care i-a spus că ei au capturat un rechin oceanic la Eilat, un oras israelian, de asemenea, pe coasta Mării Roșii. Ismail a devenit suspicios atunci când israelianul i-a spus că rechinul capturat de aceștia avea un dispozitiv de navigație GPS. Deși aceasta este o metodă comună de monitorizare a migrațiilor rechinilor, celebrul scafandru din Sharm El Sheikh a oferit propria sa teorie cu privire la utilizarea dispozitivului GPS pe rechini: rechinii au fost monitorizați pentru a ataca numai în apele Egiptului .
Același lucru l-au repetat și guvernatorul din Janub Sina', Mohammad Abdul Fadhil Shousha, care a spus la TV că: Nu se mai pune întrebarea dacă Mossad pune rechini ucigași în mare pentru a afecta turismul din Egipt. Este nevoie doar de timp pentru a se confirma acest lucru.
Oficialii israelieni au respins acuzația ca fiind prea ridicolă pentru a răspunde.